# José Alves Martins
José Alves Martins (Proença-a-Nova, 22 de março de 1874 - 14 de abril de 1950) foi um prelado português da Igreja Católica, bispo de Santiago de Cabo Verde.

## Biografia
Admitido como aluno em 1888, no Colégio  das  Missões  Ultramarinas  de  Cernache  do  Bonjardim, ali foi ordenado padre em 18 de julho de 1897.
Nomeado missionário da diocese de Angola por portaria régia de 28 de janeiro de 1898, embarcou em 6 de março do mesmo ano com destino às missões do Congo. Foi apresentado como cônego da Sé Catedral de Luanda por decreto de 28 de janeiro de 1909.
Por decreto de 16 de dezembro de 1909, foi apresentado Bispo de Santiago de Cabo Verde. O Papa Pio X confirmou a eleição por letras apostólicas de 10 de março de 1910 e, em 3 de julho, foi consagrado na igreja paroquial de Proença-a-Nova por Dom António Moutinho, bispo de Portalegre, assistido por Dom António Barroso, bispo do Porto e Dom Sebastião José Pereira, bispo de Damão.
Por conta da Implantação da República Portuguesa, com forte sentido anticlerical, teve muitas dificuldades em sua prelazia, a começar pela sua chegada à Sé, que somente pode ocorrer em 7 de dezembro de 1910; no dia seguinte, fez sua entrada solene na Sé. Depois da chegada dos deportados políticos às ilhas em 1931, foi obrigado a refugiar-se em São Vicente onde permaneceu muito tempo, devido a intrigas políticas diversas, entre as quais uma que visava o seu assassinato, por criticar o regime.
Em 15 de novembro de 1935, resigna-se da administração da Sé e recebe a Sé titular de Bela.
Morreu em 14 de abril de 1950.